# XHLAC-FM
XHLAC-FM è una stazione radio operante in Messico con sede nella città di Lázaro Cárdenas, nello Stato del Michoacán. Di proprietà dell'Instituto Mexicano de la Radio, XHLAC-FM trasmette sulla frequenza 107,9 FM programmi sia a contenuto musicale che informativo sotto il nome di "Radio Azul".

## Storia
L'indicativo di chiamata XELAC-AM 1560 fu assegnato il 1º marzo 1977 alla Sicartsa, una compagnia statale di macinazione di rottami ferrosi che aveva portato alla creazione di molti posti di lavoro nella regione e conseguentemente alla necessità di una stazione radio. La concessione di XELAC, che allora trasmetteva solo nelle ore diurne e con una potenza di 5 kW fu poi passata ad un'altra società, la Promotora Radiofónica del Balsas, S.A de C.V., che era riuscita a vincere la concorrenza di diversi altri offerenti. Nel 1981 la stazione iniziò a trasmettere anche di notte con una potenza di soli saw 150 watts, portati poi a 1.000 nel 1995.
Nel 1983 la Promotora Radiofónica del Balsas fu inclusa nel primo pacchetto di aziende la cui acquisizione avrebbe portato al controllo, da parte dell'IMER, di stazioni radio fuori dall'area di Città del Messico. Dal 1984, la programmazione di XELAC è composta all'80% di programmi musicali con il restante 20% diviso tra programmi sportivi e di informazione. La Promotora Radiofónica del Balsas è stata ufficialmente liquidata nell'agosto del 1986.
Nel 2013, XHLAC-FM 107,9 fu creata come parte della campagna di migrazione AM-FM in cui le stazioni radio messicane sono tuttora coinvolte. XHLAC trasmette in HD Radio.